# Arteria brachiale
L'arteria brachiale (detta anche omerale) è il vaso sanguigno principale del braccio, che si estende a partire dal margine inferiore del muscolo grande pettorale fino alla piega del gomito.
Deriva dall'arteria ascellare, ramo derivante dall'arteria succlavia che a sua volta è un ramo dell'aorta.
Si tratta quindi della continuazione dell'arteria ascellare, oltre il margine inferiore del muscolo grande rotondo.
L'arteria brachiale percorre il braccio,  lungo la superficie ventrale, fino a raggiungere la fossa cubitale del gomito.
Giunta a questo livello, in genere all'altezza del processo coronoideo dell'ulna, si divide in due rami dando origine all'arteria radiale e all'arteria ulnare che decorrono lungo l'avambraccio, seguendo le rispettive ossa dalle quali prendono il loro nome.
Lungo il suo decorso dà origine a rami collaterali: l'arteria profonda del braccio, le collaterali ulnari superiore e inferiore. In alcuni individui, la biforcazione si verifica molto prima e le arterie ulnare e radiale si estendono attraverso parte del braccio.

## Decorso
L'arteria brachiale si dirige in basso, in posizione mediale rispetto all'omero, nel solco lungo il margine mediale dei muscoli coracobrachiale e bicipite. Nel decorrere verso il basso si posiziona sempre più anteriormente e lateralmente in modo tale che, a livello della piega del gomito, si posiziona tra epicondilo ed epitroclea.
L'arteria brachiale è coperta soltanto dalla cute e dalla fascia brachiale e, in avanti, prende contatto con il margine mediale del muscolo bicipite. 
Posteriormente il vaso si appoggia al setto intermuscolare mediale. Questo setto in alto la separa dal capo lungo del muscolo tricipite e dal nervo radiale, mentre più in basso la separa dal muscolo brachiale. Una delle maggiori vene dell'arto superiore, la vena basilica, si trova a decorrere medialmente all'arteria brachiale essendone separata dalla fascia brachiale.
L'arteria brachiale nel suo decorso si accompagna a due vene brachiali satelliti.
L'arteria brachiale è strettamente legata al nervo mediano. Nelle regioni prossimali, il nervo mediano è immediatamente laterale rispetto all'arteria brachiale. Più distalmente, il nervo mediano attraversa il lato mediale dell'arteria brachiale e viene così a trovarsi anteriormente al gomito.

## Rami
- Arteria brachiale profonda (arteria profonda del braccio)
- Arteria collaterale ulnare superiore
- Arteria collaterale ulnare inferiore
- Arteria radiale
- Arteria ulnare
- Arterie nutrienti dell'omero

L'arteria partecipa con propri rami ad importanti reti anastomotiche per il gomito e, (come l'arteria ascellare), per la spalla.
La testa del bicipite è lateralmente all'arteria brachiale. Il nervo mediano si posiziona invece medialmente all'arteria brachiale per la maggior parte del suo corso.

## Significato clinico
Il polso dell'arteria brachiale è palpabile sulla faccia anteriore del gomito, medialmente al tendine del bicipite, e, con l'uso di uno stetoscopio e dello sfigmomanometro può essere utilizzato per rilevare la pressione arteriosa.
La ricerca del polso brachiale è una manovra alternativa alla ricerca del polso femorale ed ha significato nel neonato e nel lattante durante le manovre di rianimazione di base, durante la valutazione ABC, nella cosiddetta fase C (circolo o circulation)

## Galleria d'immagini

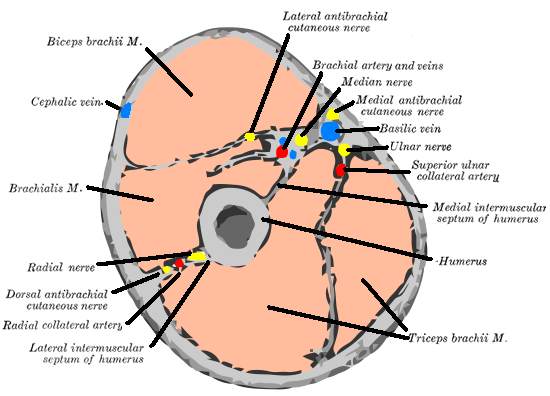
Sezione trasversale attraverso la zona mediale del braccio.
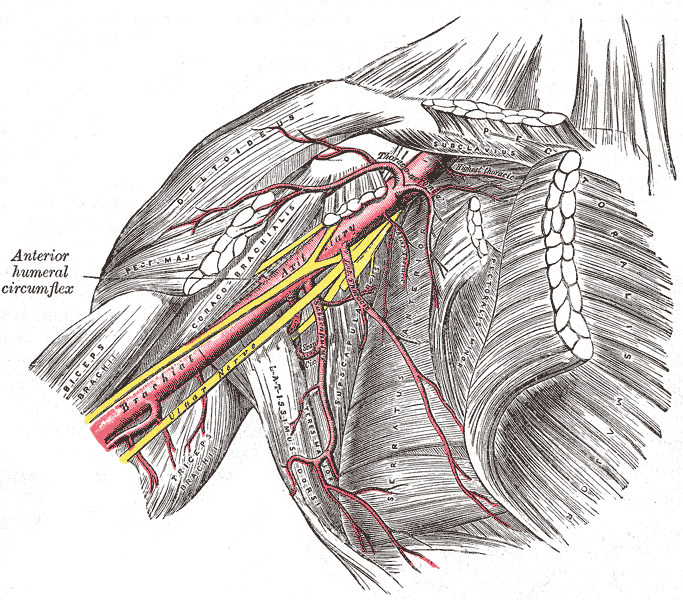
L'arteria ascellare e i suoi rami.
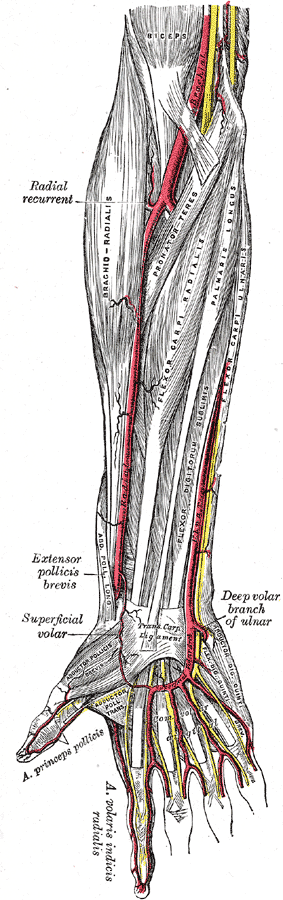
Le arterie radiale e ulnare.
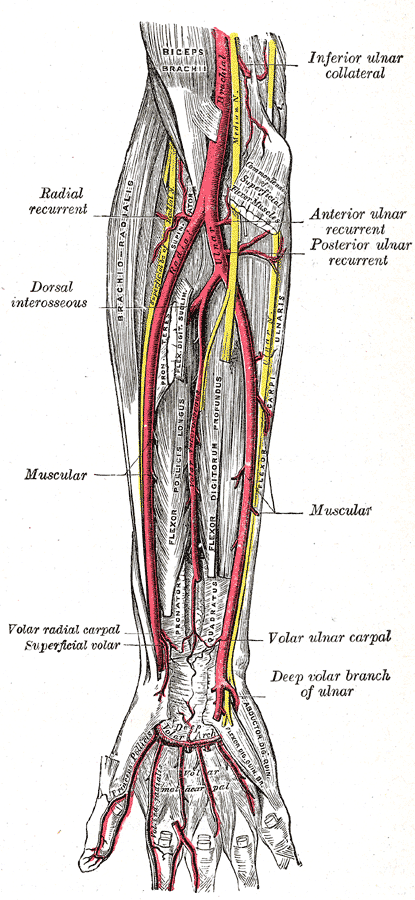
Le arterie ulnare e radiale. Visione profonda.
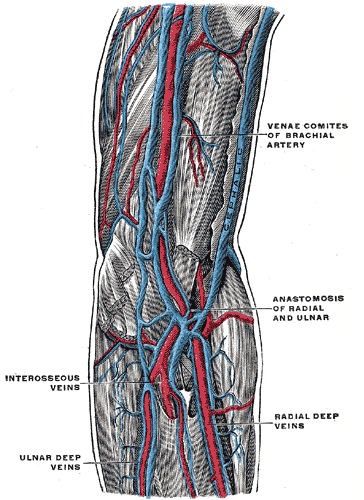
Le vene profonde degli arti superiori.
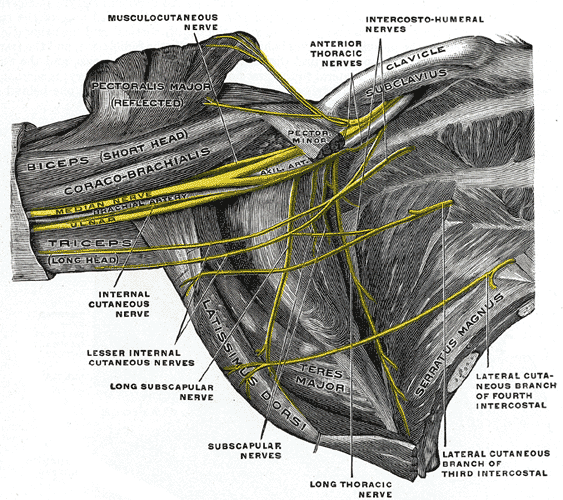
Il plesso brachiale destro (parte infraclaveare) nella fossa ascellare. Visione da sotto e frontale.
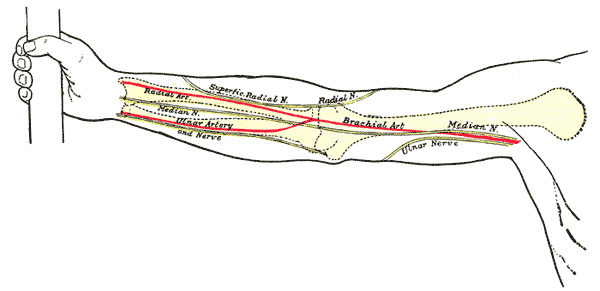
Visione frontale dell'arto superiore destro, sono indicati i punti di riferimento, in superficie, per le ossa, arterie e nervi.
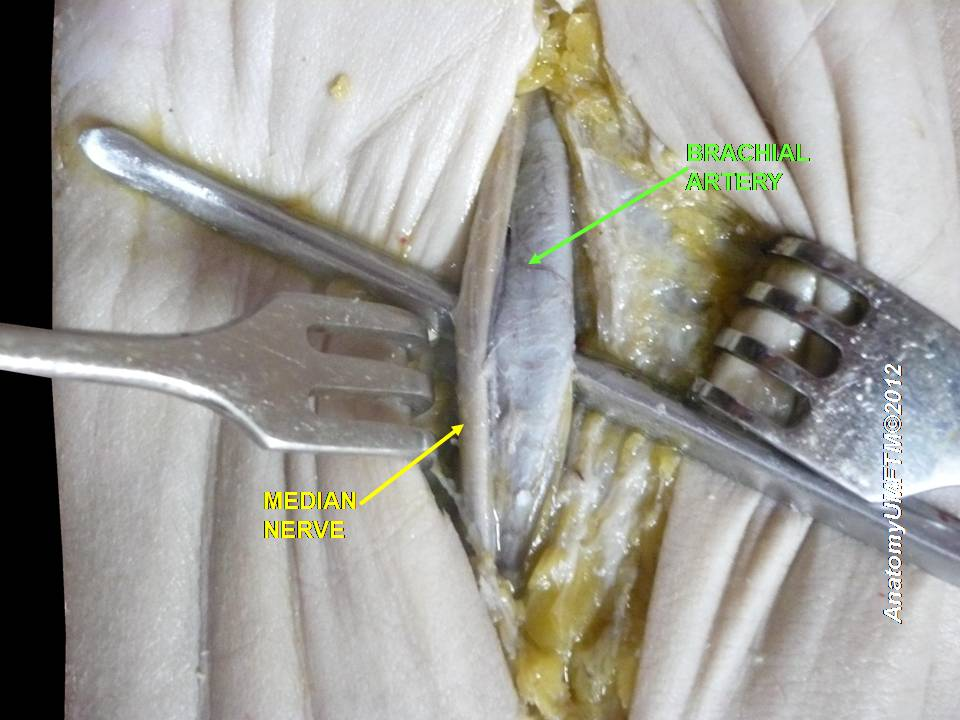
Arteria brachiale
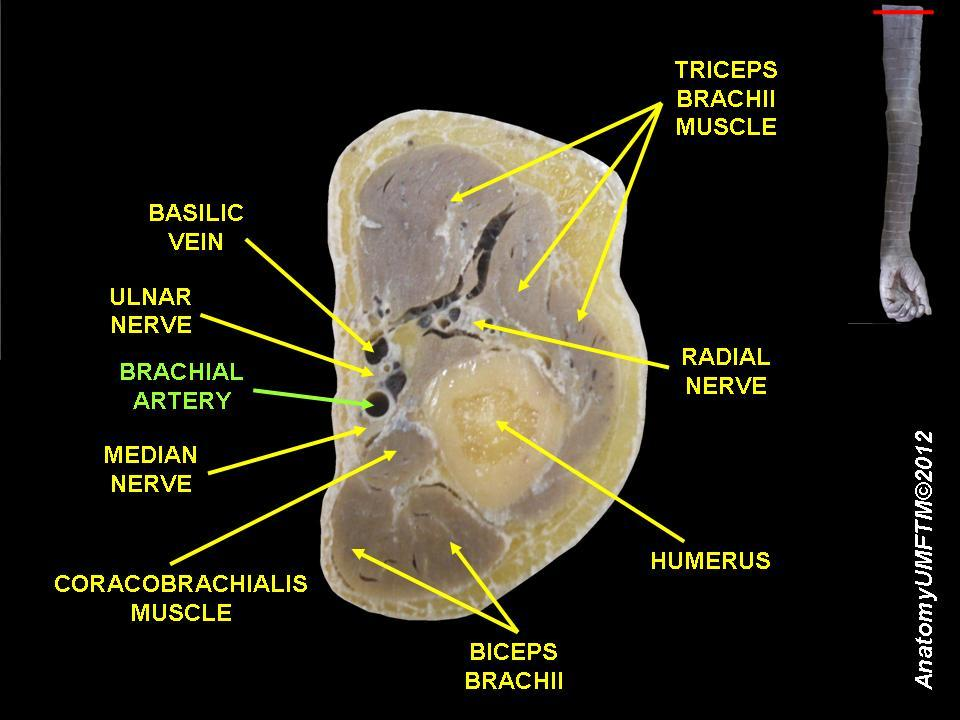
Arteria brachiale
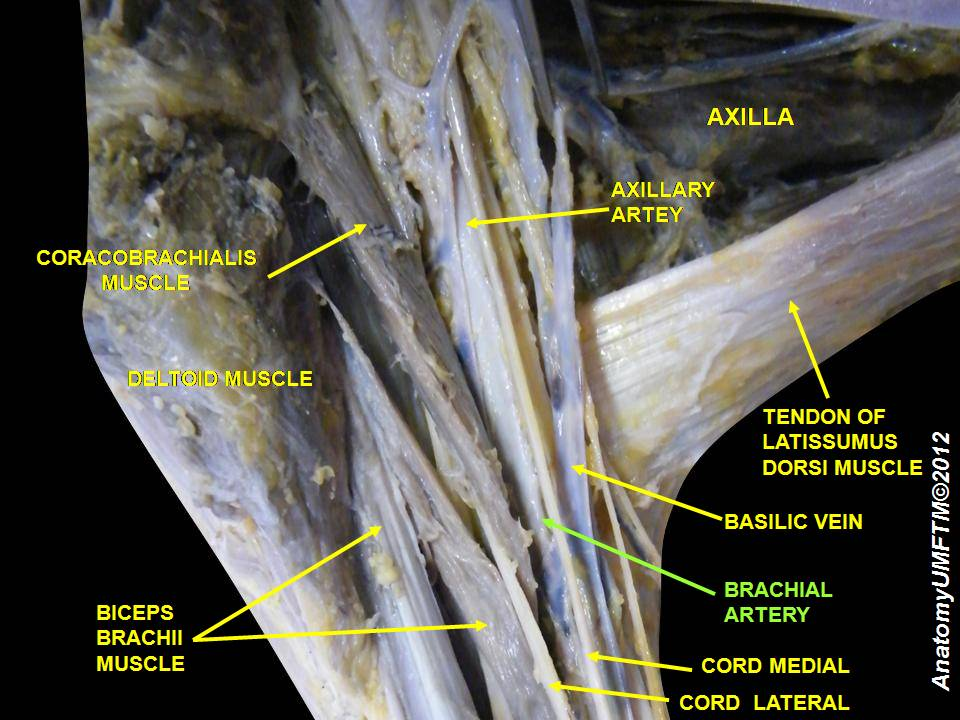
Arteria brachiale
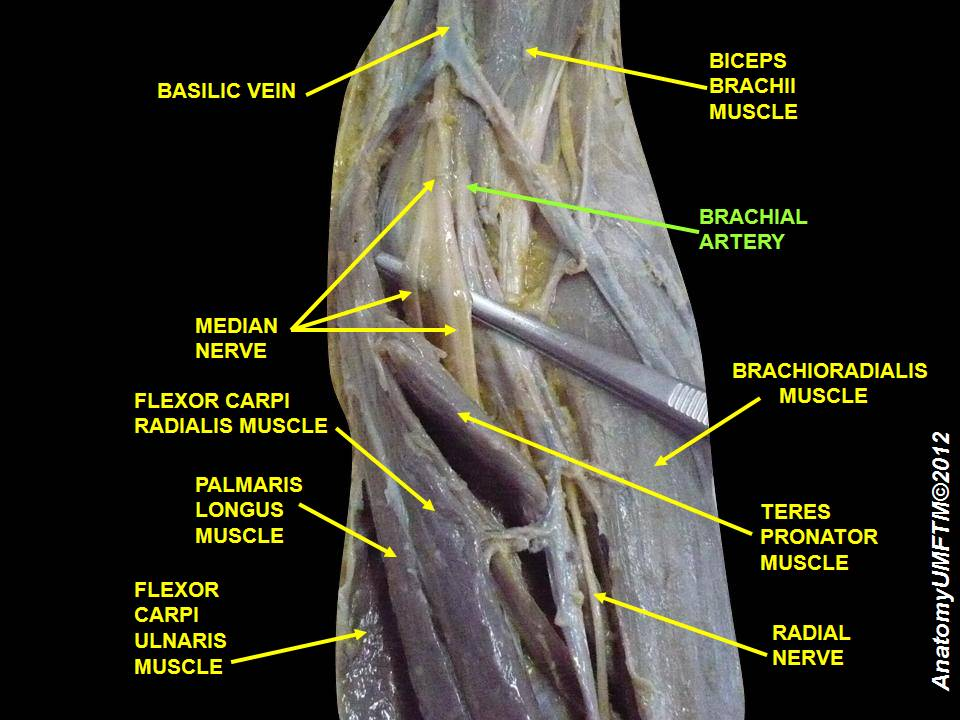
Arteria brachiale
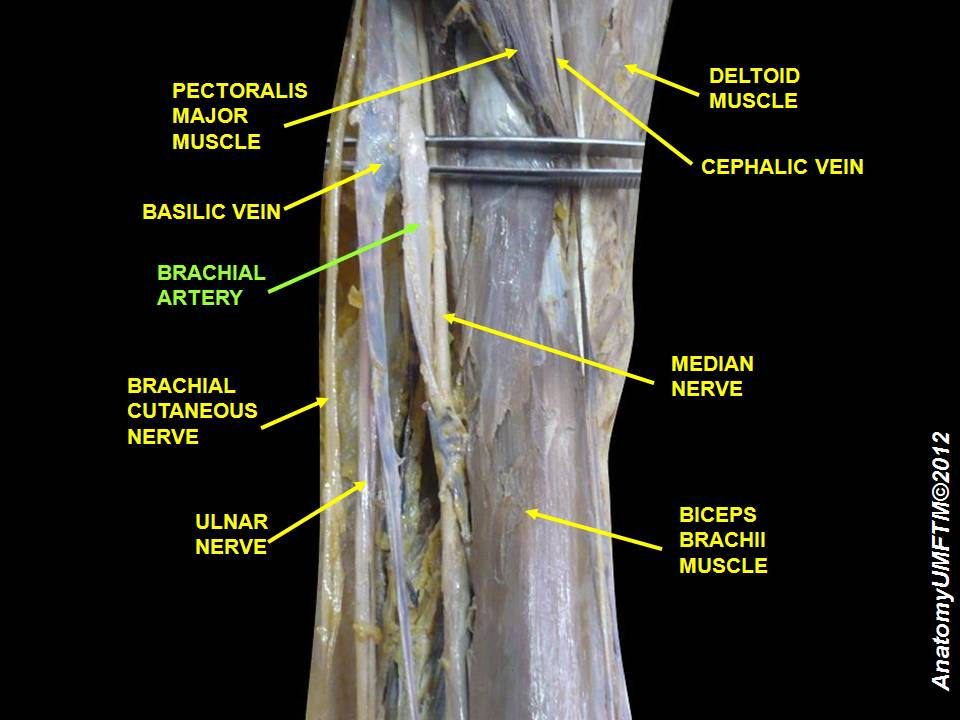
Arteria brachiale
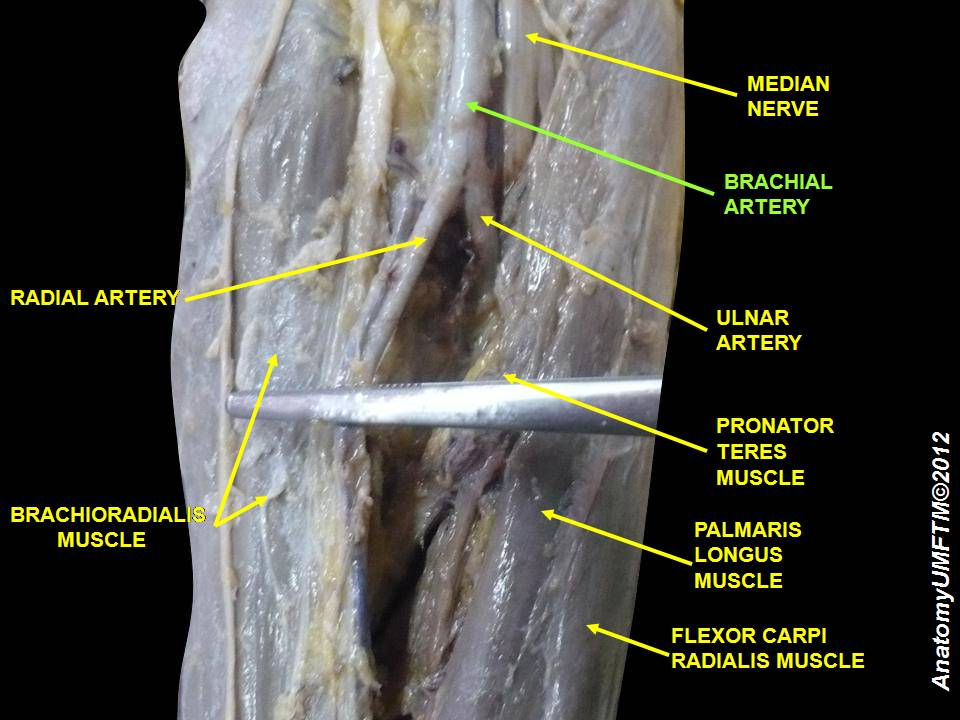
Arteria brachiale
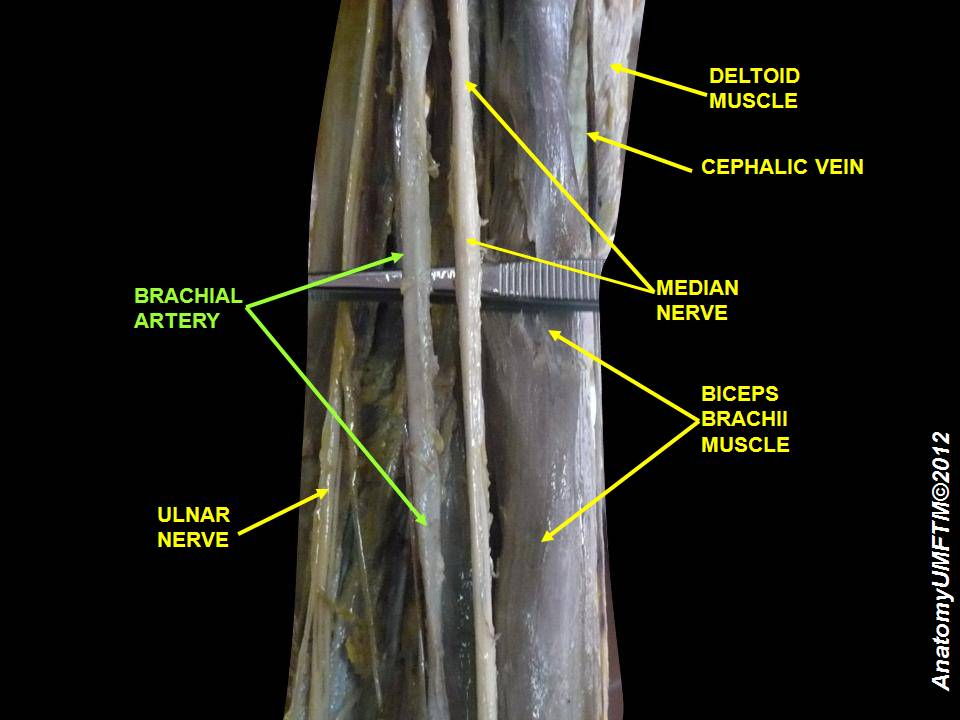
Arteria brachiale
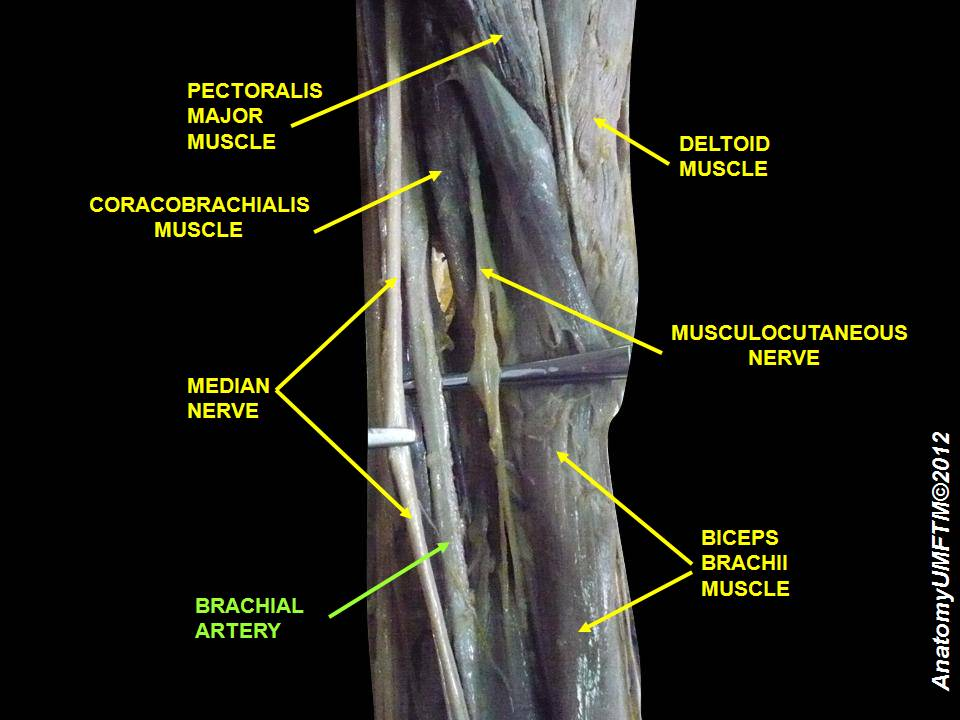
Arteria brachiale
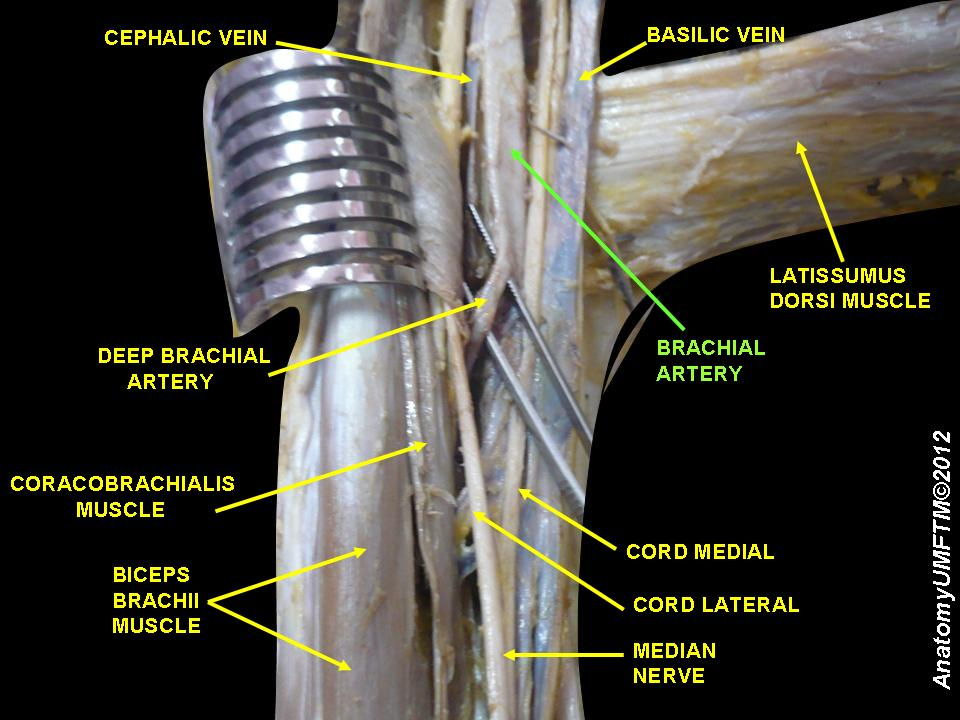
Arteria brachiale
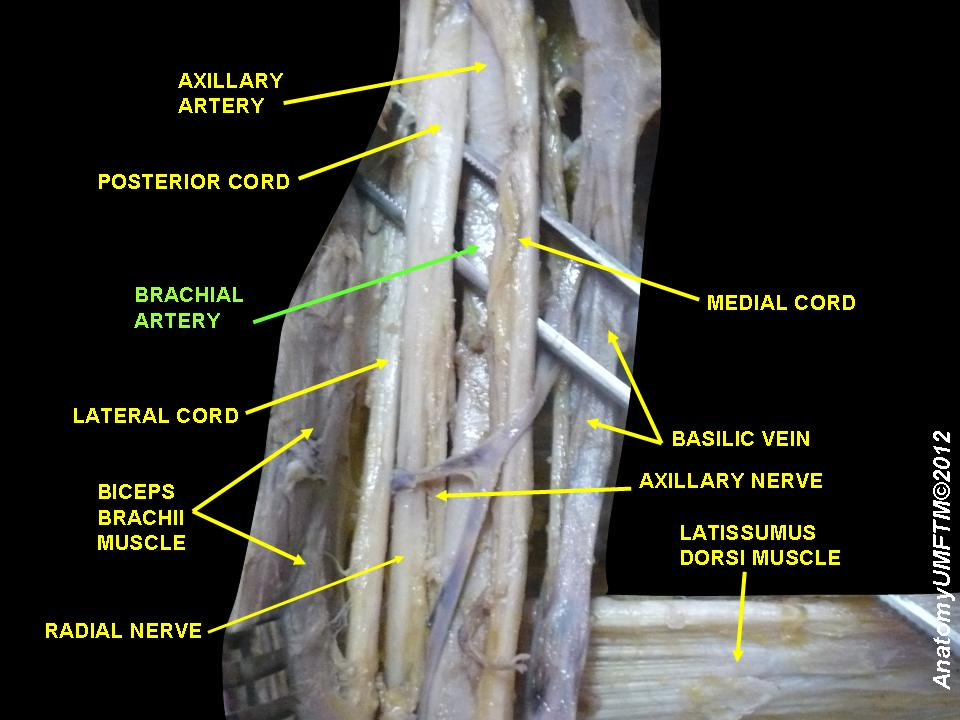
Arteria brachiale
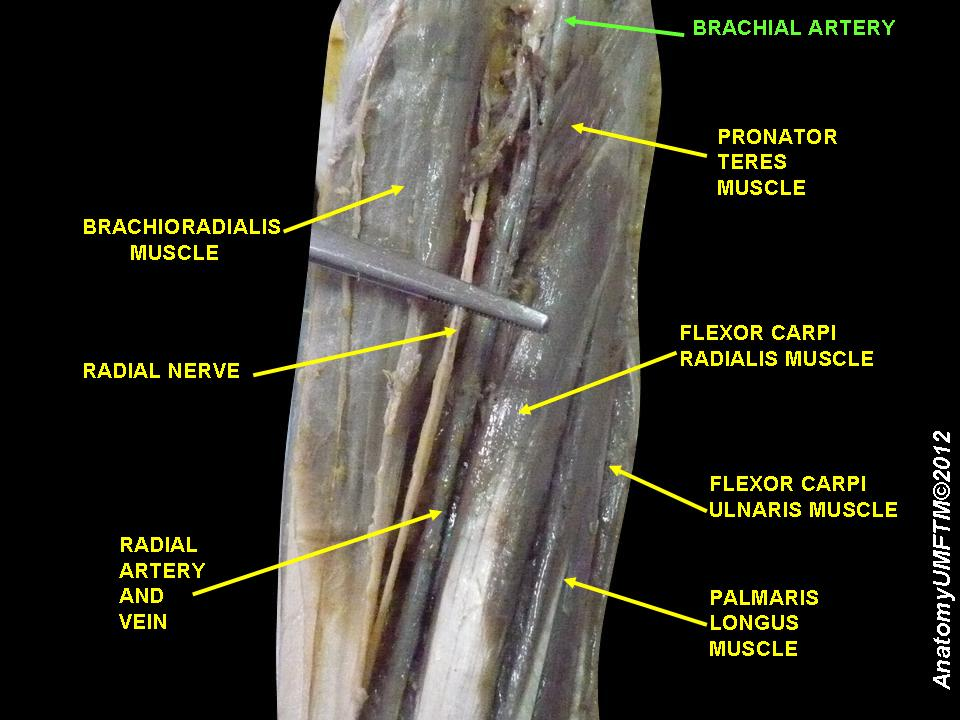
Arteria brachiale
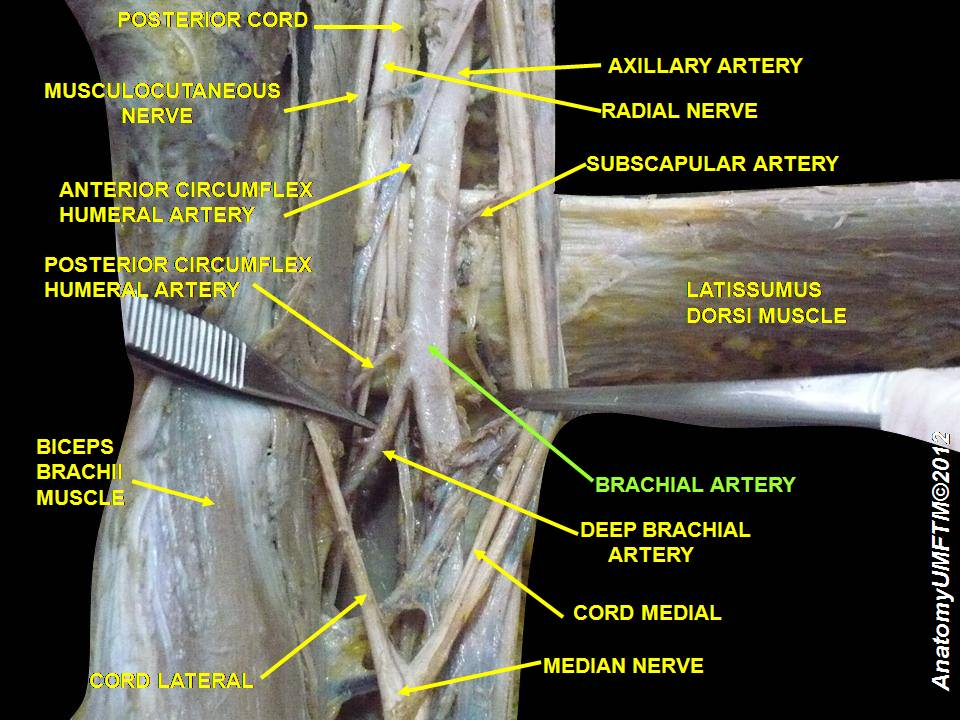
Arteria brachiale
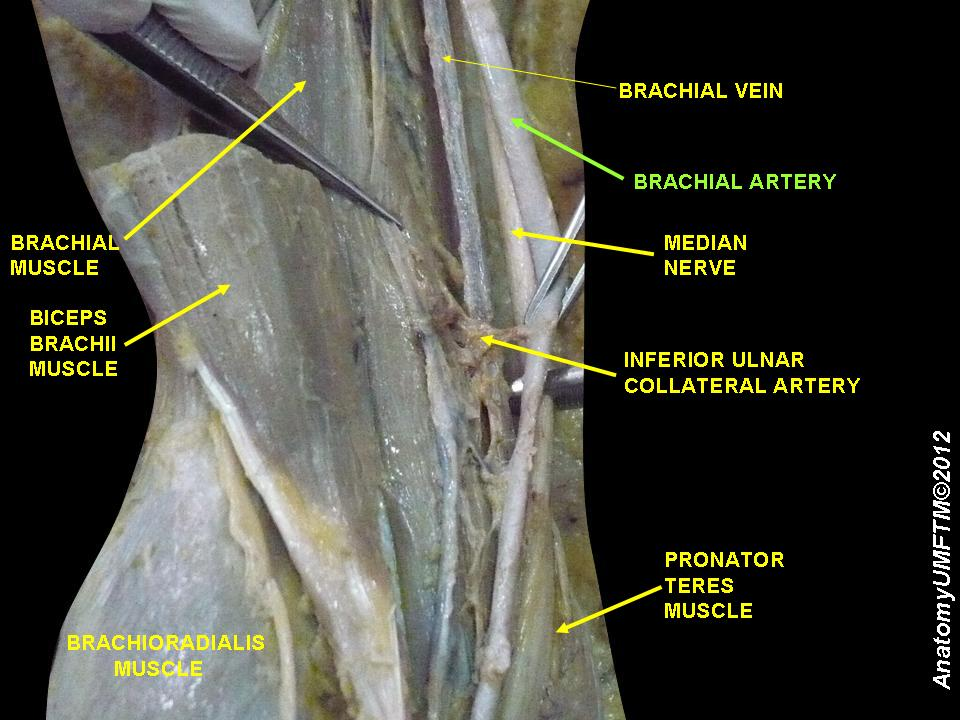
Arteria brachiale
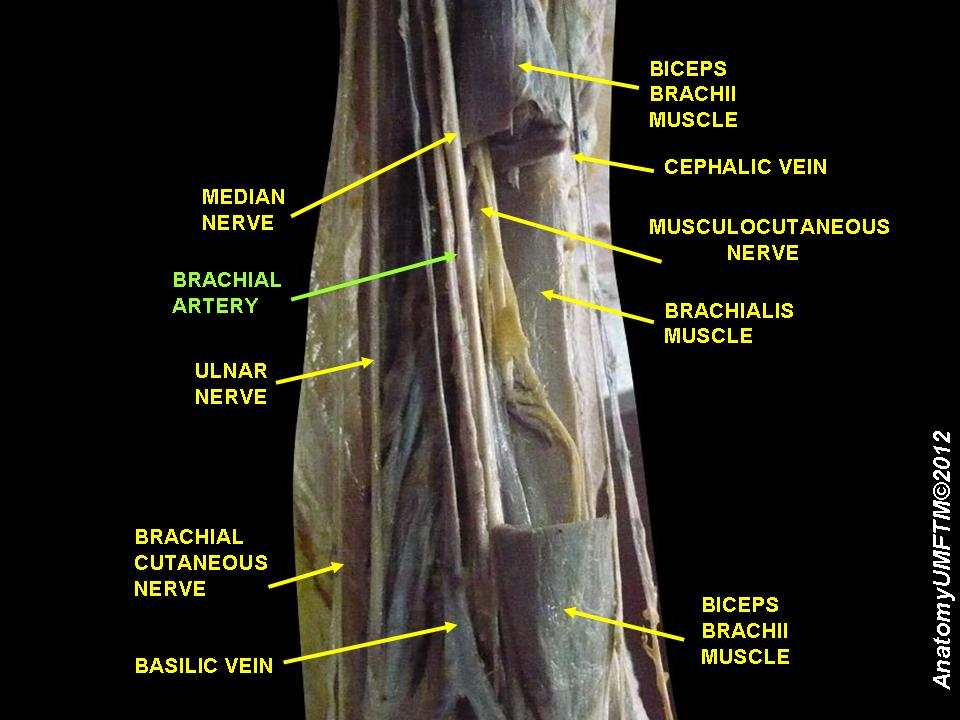
Arteria brachiale
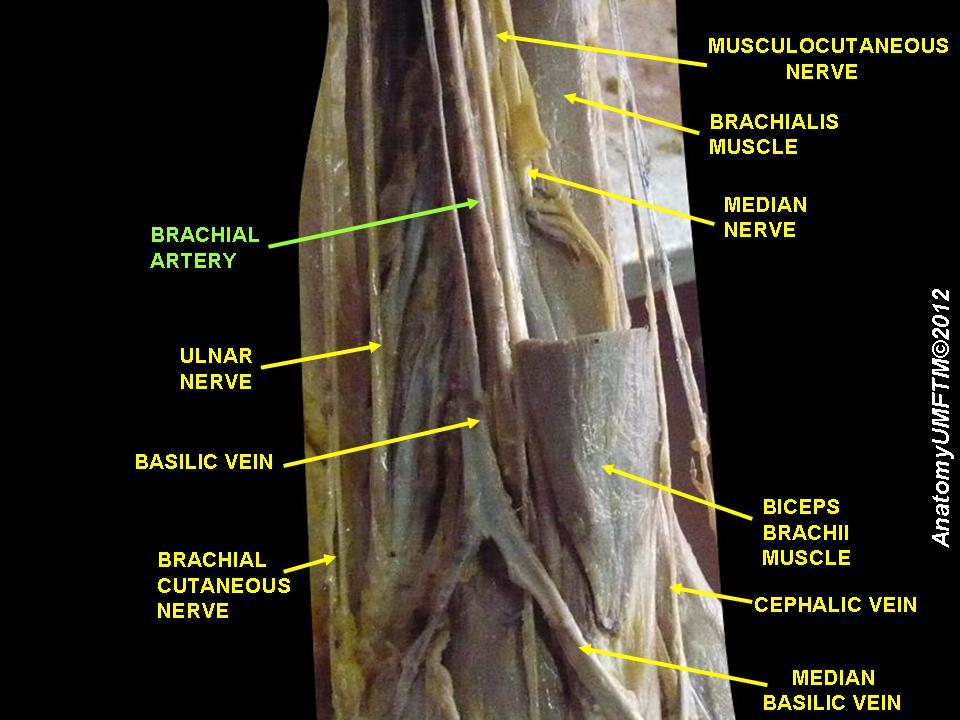
Arteria brachiale
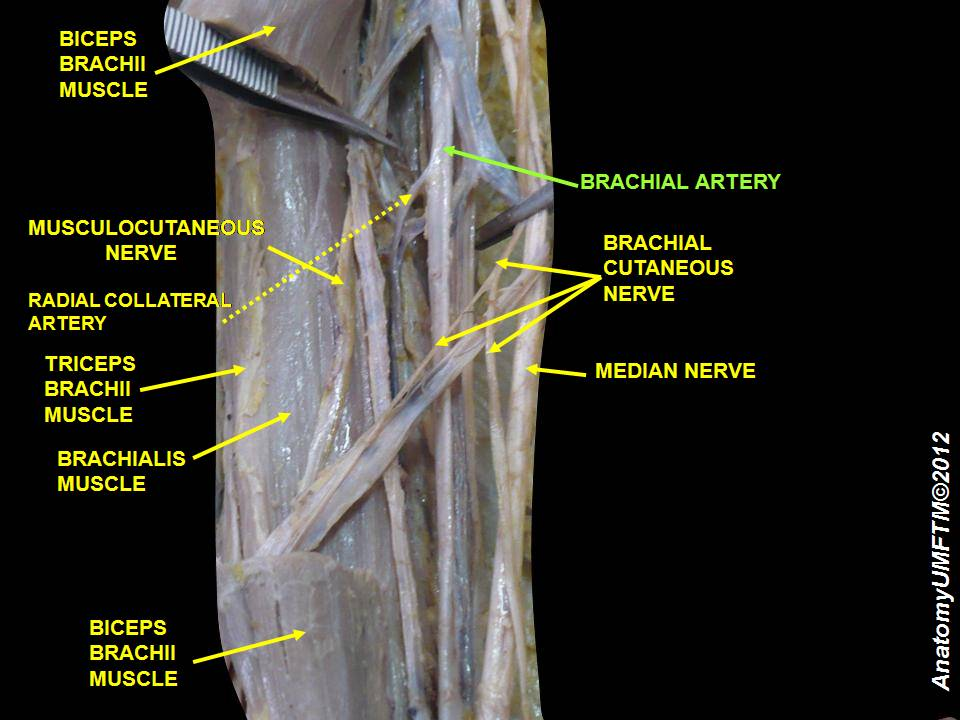
Arteria brachiale
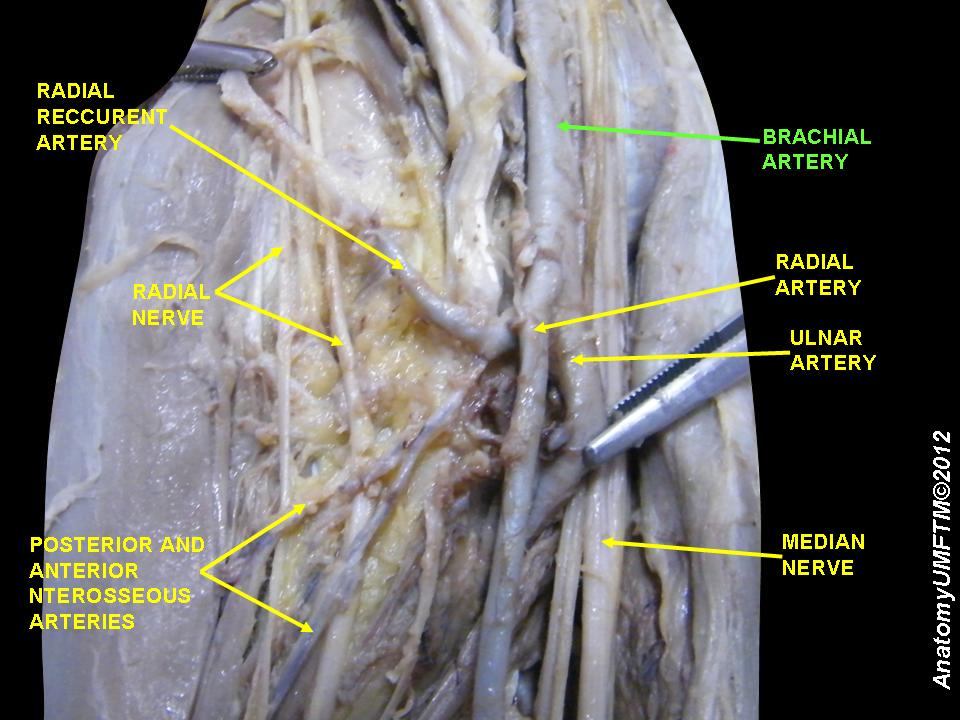
Arteria brachiale
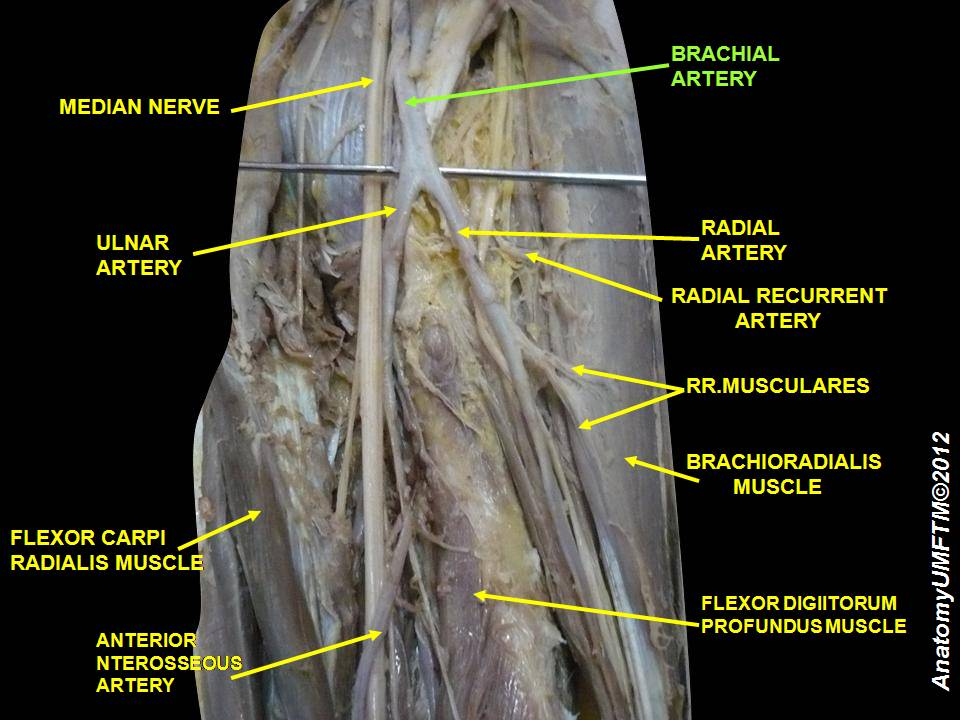
Arteria brachiale
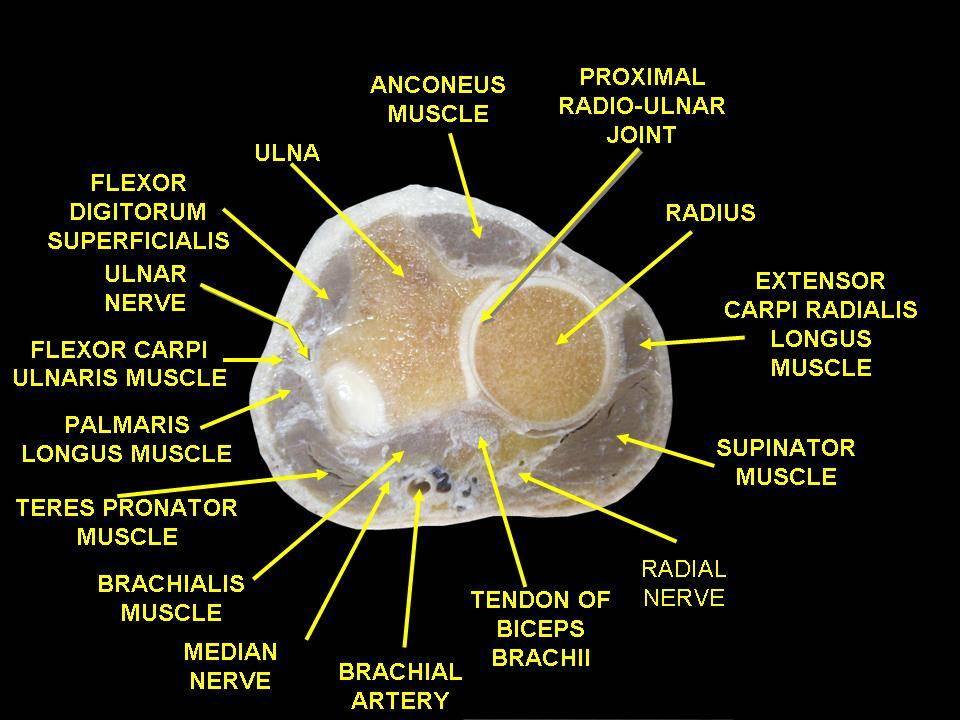
Muscoli dell'arto superiore. Sezione trasversale.